# Celerena palawanica
Celerena palawanica är en fjärilsart som beskrevs av Arnold Pagenstecher 1890. Celerena palawanica ingår i släktet Celerena och familjen mätare. Inga underarter finns listade i Catalogue of Life.